# クリプトン・フューチャー・メディア
クリプトン・フューチャー・メディア株式会社（英: Crypton Future Media, Inc.）は、北海道札幌市中央区に本社を置き、「音」に関連する製品を開発・販売する日本の企業。バーチャルシンガー「初音ミク」の権利元（開発・発売元）としても知られ、ライセンスビジネス、ライブコンサート等のイベント、デジタルコンテンツ、ローカルプロジェクトも展開している。

## 概要
創業者は伊藤博之。伊藤はクリプトン社を「メタ・クリエイター」と称しており、主にクリエイターに向けた各種ツールやサービスの提供、および新たな機会を創出する事業を展開する。社名に意味はなく、適当な乱数から検索に引っかからない名前を生成したとされる。
1995年に「音の商社」として起業し、各種サウンド素材の開発・販売などを行う（→#歴史・変遷）。
初音ミクの大ヒット以降は様々なメディアミックスに手を広げることになったが（→初音ミクのメディア展開）、当初のクリプトン社にはライセンスビジネスのノウハウが不足していた為、他社に教わりながらノウハウを蓄積していった。
同社はミクたちピアプロキャラクターズが出演するライブコンサートを手掛ける他、長年の実績から他社のコンテンツのコンサート制作も依頼されるようになり、その第一弾として「あんさんぶるスターズ!」のコンサートを手掛けた。以後、著名なコンテンツのコンサートに関わるようになる（→#イベント、初音ミクの関連イベント）。
初音ミクなどで世界規模のビジネスを展開しながら企業自体は北海道に根ざしているが、これは伊藤代表の「地方にいても世界と勝負できる」「地方にクリエイターを増やしたい」というグローカル的な考えに基づく（→#ローカルプロジェクト）。
生成AI関連で「YouTube」と協業し、同技術の音楽活用について議論を進める。
「北海道リート投資法人」のスポンサーで、「北海道アセットマネジメント」の中心的役割を担う幹事会社の一社でもある。

## バーチャルシンガー
同社の歌声合成ソフトはパッケージイラストにキャラクター（バーチャルシンガー）を採用しており、パッケージに描かれたバーチャルシンガーをイメージした名称であることから「バーチャルシンガー・ソフトウェア」と呼称されている。
- ピアプロキャラクターズ（関連コンテンツ）
  - 初音ミク
    - 初音ミクのメディア展開（イベント - ゲーム - 書籍 - 音楽 - 雪ミク - 桜ミク）

  - 鏡音リン
  - 鏡音レン
  - 巡音ルカ
  - MEIKO
  - KAITO

中でも初音ミクは販売開始と共に「初音ミク現象」と呼ばれるムーブメントを起こし、「ボカロ」と呼ばれる文化（音楽ジャンル）が誕生。無数の個人クリエイターによる創作を促す一方でキャラクターとして他企業との公式コラボレーションも展開し、さまざまな業界を巻き込みながら海外に進出。バーチャルシンガーとしてワールドワイドに活躍するようになる。ミクの登場はネット発の文化・音楽を大きく変えたと言われている。
クリプトン社はこのムーブメントを受けて開設したバーチャルシンガー関連のCGM型投稿サイト「ピアプロ」の運営や、自社の音楽レーベル「KarenT（カレント）」によるバーチャルシンガーを使って作られた楽曲の販売なども始めた。ピアプロ及びピアプロキャラクターズという名称は、この6体のバーチャルシンガーが生み出し続ける現象「創作の連鎖（Peer Production,ピアプロダクション）」が由来となっている。
同社は内製の音声合成エンジンの開発にも取り組み、NTエンジンやM9エンジンなどを創出。AI技術を導入していく上で「音質の向上」や「自然な調整の利便性」、「各キャラクターの“らしさ”は守りたい」ということを課題として挙げている。
キャラクターの二次創作については「ピアプロ・キャラクター・ライセンス（PCL）」および「クリエイティブ・コモンズ・ライセンス（CCL）」を採用しており、“非営利”での作成・公開が認められている。

## 主なサービス
以下はクリプトン公式サイトより。
- SONICWIRE（ソニックワイヤ）：サウンド素材配信サイト
- piapro（ピアプロ）：CGM型コンテンツ投稿サイト
- KARENT（カレント）：バーチャル・シンガー楽曲配信レーベル
- ROUTER.FM（ルーター・エフエム）：ミュージシャンが世界で音楽を売るサービス
- gigle（ギグる）：音楽ライブ情報サイト
- 雪ミク スカイタウン：ショップ＆ミュージアム
- SONOCA（ソノカ）：スマホ用音楽カード
- Domingo（ドミンゴ）：地域情報発信スマートフォンアプリ
- ミライスト CAFE x SWEETS x BAR：シメパフェ文化の発祥カフェ（現在は閉店）
- kiite（キイテ）：音楽発掘サービス

## イベント
自社IPおよび他社関連のイベントの制作・協力・監修も行っている。
クリプトン社のCGMチームに所属する関本亮二が初音ミク達のライブプロデュースを担当し、「初音ミク マジカルミライ」や「HATSUNE MIKU EXPO」、アーティストとのコラボ、番組出演などを展開している。
2022年7月にライブ事業を軸とする「雷音株式会社」が設立され、関本が代表取締役、伊藤代表が取締役に就任。本社と共に在籍し、業務にあたっている。
- 自社IP

- 他社関連[7]
  - あんさんぶるスターズ! DREAM LIVE（企画制作：1st以後も担当）
  - ホロライブ （制作協力：3rdフェスより。以後は雷音に引き継ぎ）
  - キズナアイ 1st Live “hello, world”
  - ミライアカリ「Mi:LIVE 2020 AKARI→START」（ステージ制作プロデュース）
  - Ado[28]（演出映像制作・バンド調整：1stライブより。以後は雷音に引き継ぎ）
  - ヒプノシスマイク-Division Rap Battle- 3DCG LIVE[29]（制作：1stライブより。以後は雷音に引き継ぎ）

## ローカルプロジェクト
- 道内の様々な地域振興企画・事業に携わる[7]。
- 2010年2月より北海道を応援する「雪ミク」が主役のフェスティバル「SNOW MIKU」を開催（以降、毎年開催）[7]。
- 同年10月には札幌市と「シティプロモート連携協定」を締結[7]。
- 北海道の小果実をPRする萌えキャラクター「リトルベリーズ」を制作。
- 新型コロナウイルスに感染した人物に接触した可能性を通知するシステムを開発し、自治体等へ提供した[30]。
- 「北海道リート投資法人」にスポンサーの一社として参画[11]。
  - 同リートの資産を運用する「北海道アセットマネジメント」で幹事を分担[10]。

## 歴史・変遷
1995年7月に起業。
2001年からCSP推進室（後のモバイルコンテンツチーム）を立ち上げ、携帯電話の着信音向けに効果音販売サービスを始める。
2004年、世界初となる日本語対応の歌声合成ソフト「MEIKO」、2006年に歌声合成ソフト「KAITO」の初の製品が発売。
2007年8月、歌声合成ソフト「初音ミク」の初の製品が発売。
2007年12月には歌声合成ソフト「鏡音リン・レン」、2009年1月には歌声合成ソフト「巡音ルカ」の初の製品が発売。
2013年11月、代表取締役の伊藤博之に「藍綬褒章」が授与される（秋の褒章：新規産業功績）。
2015年4月、「株式会社ACT NOW（アクトナウ）」を設立し、地域密着型のクラウドファンディングサービス「ACT NOW」がスタート。
2017年、「あんさんぶるスターズ！DREAM LIVE -1st Tour “Morning Star!”-」の3DCGライブにて企画制作を担当（2nd Tour以降も制作を担当）。以後、他社関連のライブイベントを手掛けるようになる。
2022年7月に新法人「雷音株式会社」が設立され、クリプトンから関本亮二が代表取締役に、伊藤博之が取締役に就任。
2024年3月、Youtubeの生成AIサポートプログラム「YouTube Music AIインキュベーター」日本展開にあたってYoutubeと協業し、音楽生成モデル「Lyria(リリア)」の検証や生成AIの音楽活用に関して議論を進めていくことなどを発表。

## 評価・反応
- 入澤拓也（エコモット代表取締役） - 創業時から、音にこだわり、音に関する事業しかやらない！ という信念で、世界No.1のボーカルソフトをつくりました。北海道で自分たちクリエイトして生んだ価値を、世界に届ける、まさに、Think Globally, Act Locallyを体現している会社です[8]。
- 内海州史（セガ代表取締役社長 執行役員COO）  - ボーカロイドを初音ミク等のキャラクターと融合させて、埋もれていた才能を開花させ、日本の新たな文化にまで進化させ、ビジネスとして音楽、ゲーム、映像にわたり影響を及ぼしているところがすごい！[8]